# Лещатів
Леща́тів —  село в Україні Сокальської міської громади, у Шептицькому районі Львівської області. Перша писемна згадка про село 1397 році. Населення становить 383 особи.

## Розташування села
Село Лещатів розкинулось у луговині на південно-західному схилі хребта Волино-Подільської височини на віддалі 1 км. від найвищої точки хребта. З півночі село облягають урочища (ур.) "Печіски" (гориста місцевість), поля, міжколгоспний ліс "Коршунок", "Лисі ями" та ліс Держлісгоспу ур."Тиравець" та "Залізна соснина", з сходу ур."Сташинина" (гориста місцевість) та міжколгоспний ліс "Соснина" з заходу поля ур."Драганка" рівнина, з півдня село облягають луки, пасовища та сінокоси, по яких протікає р. Драганка, яка витікає поблизу с.Бодячів.
На півдні села є невеличке озеро, яке називається "Котелі" (від слова покотитися). До недавнього часу озеро було чисте бо там було дуже багато джерел, воду з нього пили і воно ніколи не замерзало, але, внаслідок меліорації, воно зараз замерзає при -10С.
Біля села Лещатів проходить Головний європейський вододіл

## Пам'ятки
- Церква святого Юрія, 1874 р., с. Лещатів, 1975-М
- Польський костел (1930 рр.) у центрі села в стилі конструктивізму